# Macroprolactina
A Macroprolactina é uma forma inativa da prolactina encontrada em algumas pessoas. Sua estrutura é semelhante a da prolactina, o que as diferem são IgG's ligados em sua estrutura.
A dosagem de Macroprolactina é muito importante, pois alguns exames laboratoriais a detectarão como prolactina, levando a um falso resultado elevado. Isso pode levar ao diagnóstico errôneo de hiperprolactinemia, especialmente, nos pacientes que apresentarem sintomas como: infertilidade ou problemas menstruais.
Há alguns certos reagentes, como polietilenoglicol, que podem ser adicionados para a remoção da macroprolactina. Assim a amostra poderá ser reanalisada para confirmar se os níveis de prolactina ainda se mantêm elevados.
O teste padrão ouro para o diagnóstico de Macroprolactina é cromatografia de gel-filtração.